# Pitjantjatjara
I Pitjantjatjara (pronuncia aborigena ˈpɪɟanɟaɟaɾa o ˈpɪɟanɟaɾa) sono una popolazione aborigena del Deserto Centrale Australiano.

## Descrizione
Sono strettamente imparentati con i Yankunytjatjara e i Ngaanyatjarra e i loro linguaggi sono, in gran parte, mutualmente intelligibili (sono tutte varietà del linguaggio del Deserto Occidentale).
Essi preferiscono chiamarsi Anangu (popolo). I Pitjantjatjara vivono per lo più nella regione nord-occidentale dell'Australia del Sud, diffusi oltre il confine del Territorio Settentrionale fino ad appena a sud del Lago Amadeus, e ad ovest per un breve tratto nell'Australia Occidentale. La terra costituisce una parte inseparabile e importante della loro identità, ed ogni parte di essa è ricca di storie e significati per gli Anangu.
I Pitjantjatjara hanno, in massima parte, rinunciato alla loro caccia nomadica e alle abitudini di raccoglitori ma hanno conservato la loro lingua e buona parte della loro cultura, nonostante le influenze della grande comunità australiana.
Attualmente ci sono circa 4.000 Anangu che vivono raccolti in piccole comunità e stazioni diffuse nella regione tradizionale, formando una delle più diffuse comunità di conservatori di tradizioni aborigene di tutta l'Australia.

## Etimologia
Il nome Pitjantjatjara deriva dalla parola pitjantja, una variante del verbo "andare" che, combinato con il suffisso comitativo -tjara prende il significato di "possessore di pitjantja" (cioè la varietà che utilizza la parola pitjantja per "andare"). Questo la distingue dai vicini prossimi Yankunytjatjara che utilizzano la parola yankunytja con lo stesso significato. La stessa strategia denominativa è alla base dei termini Ngaanyatjarra e Ngaatjatjarra ma in questi casi i nomi contrastano con i due linguaggi base nelle loro parole per "questo" (rispettivamente, ngaanya e ngaatja). I due linguaggi Pitjantjatjara e Yankunytjatjara possono essere raggruppati insieme sotto la denominazione Nyangatjatjara (indicando che essi usano la parola nyangatja per "questo") che li oppone ai linguaggi Ngaanyatjarra e Ngaatjatjarra.

### Pronuncia
Il nome Pitjantjatjara viene generalmente pronunciato (nel normale linguaggio veloce) con l'elisione di una delle sillabe ripetute -tja-, quindi: pitjantjara. Nel linguaggio più accurato però tutte le sillabe vengono pronunciate.